# チュノム
チュノム（ベトナム語：Chữ Nôm / 𡨸喃、「南の文字」または「通俗の文字」という意味）またはクォックアム（国音〈こくおん〉、ベトナム語：Quốc Âm / 國音）や喃字（音読み：だんじ／なんじ、「ノムじ」ともいう）は、ベトナム語を表記するために漢字を応用して作られた文字。日本語の漢字表記では「字喃」とも書かれるが、その「字」はチュノム表記の「ベトナム語：Chữ / 𡨸」（宁「宀+丁」+字）を置き換えたものである。ベトナムで13世紀から1920年代まで漢字と混用される形で主要な文字として使われていた。現在は中国の広西自治区東興市にいるジン族の人を除くとベトナム人は学んでおらずほとんど使われていない。

チュノム（下線部）と漢字でベトナム語の「」を書く。「私がベトナム語を話す」という意味である。

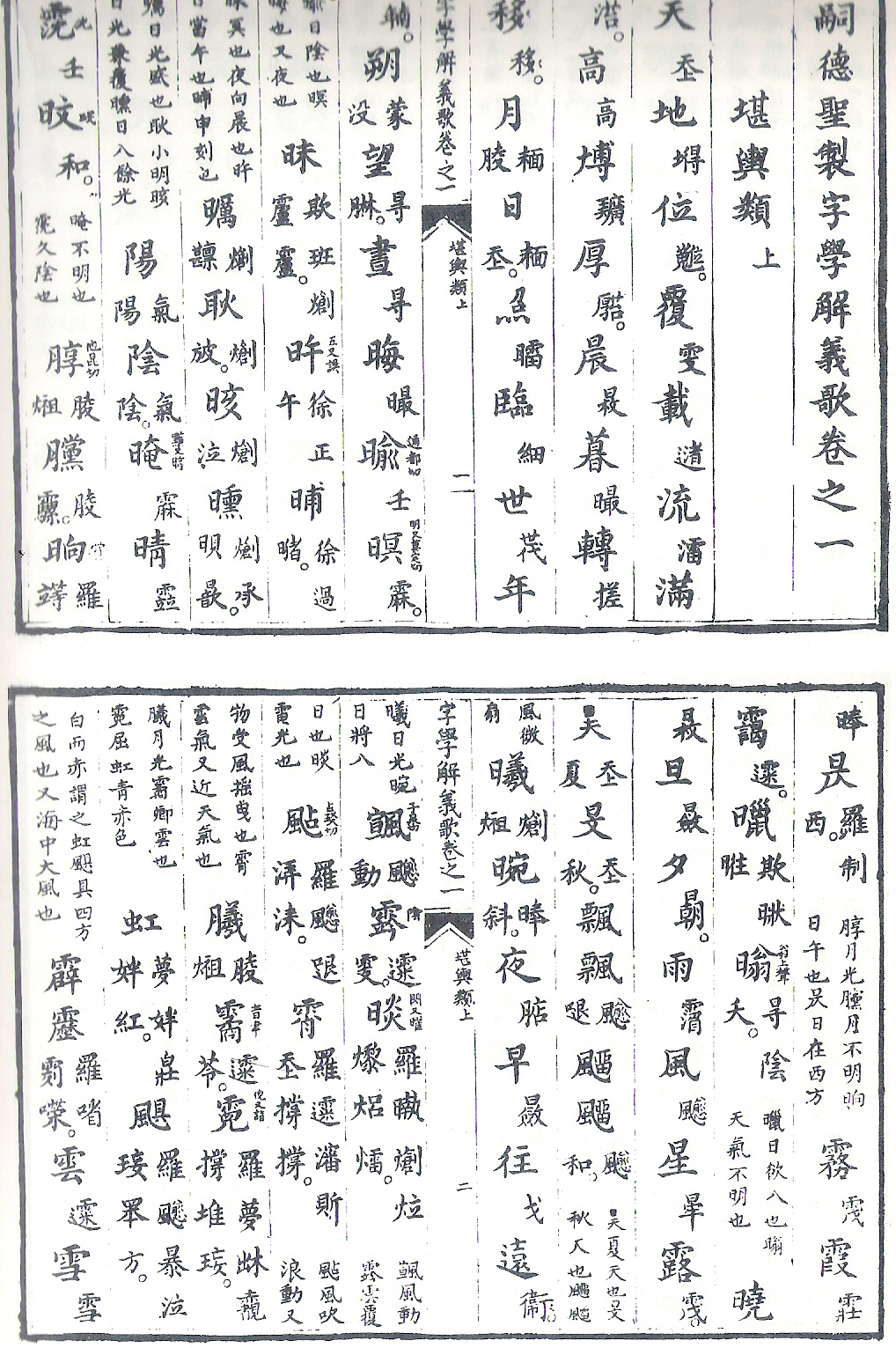
嗣徳帝の命により作成された、チュノムと漢字の辞書。子弟に漢字を教えるための教材として使われた。

## 概要

チュノムによる『金雲翹（斷腸新聲）』の最初の6行（横書き）

チュノムがいつ発生したかについては議論があるが、ベトナム語と中国語は別の言語であるため、固有名詞をはじめとしてベトナム語にしか存在しない単語を表記する需要が存在した。一般にチュノムとして紹介されることが多いのは、意味や音の似た漢字を偏や旁として組み合わせて新しい字を形成するものである。例えば、数字の「3」は「ba」と発音されるので、音の近い「巴」を偏としてそれに意味を表す「三」を旁として組み合わせた「𠀧 (U+20027) 」を用いる。「畑」など、日本の国字と同じ字形のものもあるが、日本の国字は、チュノムの影響を受けていない。
しかしながら実態としては、人名・地名などの固有名詞や土着の単位を表すための万葉仮名的な漢字の借用から発達したと考えられている。丁朝の都である華閭で発見された碑文に見える国号大瞿越の瞿はベトナム語のcồ（「大きい」の意）を写したものとされており、これをチュノムと認めるのであれば、チュノムの使用は少なくとも10世紀に遡る。
同音や似た音の漢字をそのまま使用してベトナム語を表現する万葉仮名的あるいは仮借的な使用法や、漢字の異体字や略体を転用することも多く、それらも通常はチュノムに含まれるので日本の国字よりも広い概念である。上記例にある「ba（数字の3）」は14世紀の碑文では「波（漢越音もba）」の字が当てられているほか、長さの単位「sào」には似た音の「高（漢越音はcao）」が用いられている。通常の漢字と紛らわしい場合には、「く」字形や「口」字形の記号を小さく字の左右の上方に付けてチュノムであることを明示することもある。一般にチュノムとして紹介されることが多い、漢字やその一部を組み合わせて新字を造る使用法は比較的遅れて登場したもので、造字法では形声が圧倒的に多い。また、中世のベトナム語には双音節構造が残っており、2文字で1音を表す例も報告されている。このように、意味だけでなく音の要素も強いため、前近代ベトナム語の再構成にとって貴重な材料となっている。
支配層、知識階層が漢字漢文を使用していたのに対して、チュノムは民衆のものとされることもあるが、実際の使用には漢字の知識が必要であったため、どちらかというと自文化意識の強い知識人たちのものであったと思われる。王朝時代にはベトナム語を用いた詩を「国音詩」「国語詩」と呼び、これはチュノムで書き表されていた（15世紀の『国音詩集』など）。
歴史上では、陳朝を簒奪した胡季犛執政期間と、西山（タイソン）朝の阮恵（グエン・フエ）の時期に漢字・チュノム混じり表記のベトナム語が中央の公文書に制式言語として採用された。地方においても、それ以前から相当数の公文書が漢字・チュノム混じり表記のベトナム語で書かれていたと考えられ、広南阮氏の属国となった順城鎮（1693 - 1832）の王家文書（パリ・アジア協会所蔵）においてもチャム文字表記のチャム語文書と共に多数の漢字・チュノム混じり表記のベトナム語文書が存在する。しかしながら、胡朝も西山朝も短命に終わったため正書法が確立されるには至らず、チュノムの字体や表記は相当にバラバラだった。このことも後にチュノムが廃れていく一因となったと思われる。
各時代を通じて、チュノムが専用されるのは詩文や韻文を用いた文学作品がほとんどである（代表的作品に『傳奇漫録』『金雲翹』『大南国史演歌』などがある）。その他の場面では、固有名詞やベトナム語の単語を表すためにチュノムを漢文の中に散りばめた漢字・チュノム混じり文（これを漢喃（ハンノム）文と呼ぶ）として使用され、チュノムだけで文章を構成することはほとんど無かった。
現在ベトナム語は、専ら「チュ・クオック・グー（Chữ Quốc ngữ、𡨸國語）」と呼ばれるラテン文字表記法によって表記されている。これは、17世紀にカトリックの宣教師アレクサンドル・ドゥ・ロードが体系化し、フランスの植民地化以降普及したものである。植民地期にはチュ・クオック・グーはフランスによる「文明化」の象徴として「フランス人からの贈り物」と呼ばれたが、一方でカトリック教会は積極的にチュノムを使用しており、植民地時代には金属活字も作っていた。独立運動を推進した民族主義者も後期にはチュ・クオック・グーによる自己形成を遂げた世代となり、中国との違いを強調するナショナリズム、識字率向上を通じた近代化にチュ・クオック・グーの方が有利であることなどのため、多くがチュ・クオック・グーを支持して独立後のベトナム語の正式な表記法となった。1945年の阮朝滅亡とベトナム民主共和国成立のとき、不便性と非効率性を理由に漢字やチュノムは廃止されるに至った。
現在ベトナムでは、漢字やチュノムを復活させるべき、という主張が出てきている。また、経済成長と漢字に対する政策的締め付けが弱まったことから、近年は寺院などの修築・新築にあたってチュノムを用いた対聯や扁額・石碑・鐘銘を新造するところも出ているが、美的感覚・装飾的意味合いが強くチュノムが日常的な場面に復活してきているとは言えない。チュノムの復活を目指す越南漢喃復活委員会（委班復生漢喃越南 / Ủy ban Phục sinh Hán Nôm Việt Nam）という団体があり、後述のようにチュノムの標準化などを行っている。
ベトナムの漢字・チュノムに対する踊り字（日本の「々」に相当）としては「ヒ」や「ヌ」のような形をした記号が用いられていた。越南漢喃復活委員会は標準形として「ヌ」を採用している。

## 字書
ベトナムにおいては、各種字書が編纂されてきたが、近年の大型字書には、黎癸牛、張丁錫編『大字典𡨸喃（Đại Từ Điển Chữ Nôm）』(Nxb Thuận Hoá、2006年)がある。同書は発音順と部首順の全2巻からなる。
日本では竹内与之助編の『字喃字典』（大学書林、1988年）がある。
アメリカでは多くの字喃学者が編集に参加した『Tự Điển Chữ Nôm Trích Dẫn-字典字喃摘引』（越学院〔ベトナム語：Viện Việt Học / 院越學?〕、2009）がある。

## 標準化
1867年、改革派の阮長祚（Nguyễn Trường Tộ）は漢文廃止と共にチュノムの標準化を提案したが、國音漢字（Quốc âm Hán tự）と呼ばれたシステムは嗣徳帝によって拒否された。
2022年に、越南漢喃復活委員会は『常用標準漢喃字表』（榜𡨸漢喃準常用 Bảng chữ Hán Nôm Chuẩn Thường dùng）を発表した。常用標準漢喃字表は、標準化された漢字とチュノム（漢喃字）計5,524字から成る。また、常用標準漢喃字5,524字のうち、ベトナムにおいて小学校5年間及び中等教育学校のうちに学習を勧める3,993字が基礎漢喃字に指定している。この3,993字の基礎漢喃字は、現代ベトナム語の日常使用の約95％をカバーしているという。

## コンピュータ上での利用
Unicodeでは漢字と統合されている。サロゲートペア（代用対）を用いる拡張領域に追加されたCJK統合漢字拡張Bには、チュノムのために追加された文字が4232字あるなど、チュノム特有の字体は主に拡張B以降に収録されている。拡張B以降の領域の文字は、Windows 2000ではサロゲートペアの設定をレジストリで変更したうえでフォントを導入することで、Windows XPでは単にフォントを導入することで、そしてWindows VistaおよびMac OS X v10.5からは標準でサポートされているため、一般のパソコンでも大多数のチュノムを表示、印字することが可能となっているが、入力に関してはサードパーティ製ソフトを使わない場合はコード表から選ぶことしかできない。
『今昔文字鏡』は漢字と共通の字体を含め約9000字のチュノムを収録しており、漢字の部品によって検索でき、フォント指定が可能なアプリケーションソフト上で使用することができる。チュノムを含むフォント（チュノム文字フォント）は無償配布されている。